# The Fly (película de 1958)
The Fly (La mosca de la cabeza blanca en Argentina y en su emisión por cable en Hispanoamérica; y La mosca en el resto de los países hispanohablantes) es una película de ciencia ficción y terror estadounidense de 1958, dirigida por Kurt Neumann. Fue protagonizada por David Hedison, Patricia Owens y Vincent Price. El guion estuvo a cargo de James Clavell, quien se basó en una historia corta de George Langelaan.
En 1959 se estrenó la secuela, con el título Return of the Fly, que fue seguida por una tercera parte en 1965, Curse of the Fly,  y en 1986 se hizo una nueva versión titulada La mosca, dirigida por David Cronenberg y protagonizada por Jeff Goldblum y Geena Davis.

## Trama
En Montreal, Quebec el científico Andre Delambre (David Hedison) es encontrado muerto, con su cabeza y brazo izquierdo aplastados por una prensa hidráulica. Aunque su esposa Helene (Patricia Owens) confiesa haber cometido el crimen, se niega a decir los motivos que la llevaron a hacerlo, y presenta una extraña obsesión con las moscas, particularmente con una de cabeza blanca. El hermano de Andre, Francois (Vincent Price), miente y le dice que atrapó a la mosca, ante lo cual Helene narra las circunstancias que rodean la muerte de su marido.
En un flashback, Andre está trabajando en una máquina que teletransporta materia, la cual funciona desintegrando el objeto y transportando sus átomos a la velocidad de la luz hasta una cámara receptora. Al comienzo experimenta con objetos inanimados, pero luego utiliza seres vivos, como el gato de la casa y una cobaya. Helene, que está preocupada del hermetismo de su marido, baja al laboratorio para ver cómo está. Sin embargo, lo encuentra con la cabeza cubierta por una tela negra y con una de sus manos deforme. Andre, quien solo se puede comunicar a través de notas escritas, le explica a Helene que al intentar teletransportarse a sí mismo, una mosca entró al desintegrador junto a él, lo cual provocó que sus átomos se mezclaran. Es por eso que deben encontrar la mosca para ponerlos nuevamente en la máquina y volver a su estado original.
Tras varios intentos fallidos por atrapar la mosca, ésta escapa al jardín. Helene le cuenta a Andre lo ocurrido y su marido le entrega una nota en la cual le explica que debe destruir todas las evidencias del experimento, incluso a él mismo, debido a lo peligroso del asunto. Helene se rehúsa a hacerlo y le propone a Andre intentar nuevamente teletransportarse, sin la mosca, para ver si vuelve a la normalidad. Sin embargo, no funciona, y Helene ve finalmente la cabeza de su marido, la cual es similar a la de una mosca gigante. Al ver esto, la mujer se desmaya, y Andre comienza a destruir el laboratorio y quema sus apuntes. Temiendo que la mente de la mosca controle completamente su cerebro, Andre convence a su esposa de acabar con su vida utilizando una prensa hidráulica. Al llegar a la fábrica, el científico configura la máquina y le pide a Helene que presione el botón que bajará la prensa.
Tras escuchar la historia, Charas (Herbert Marshall), el inspector encargado del caso, declara a Helene demente y decide culparla por el asesinato de Andre. Mientras los enfermeros llegan a la casa para llevarse a la mujer, Phillipe, el hijo del matrimonio, le dice a Francois que vio a la mosca de cabeza blanca atrapada en una telaraña en el jardín. Francois convence al inspector de ir al jardín con el niño, y encuentran a la mosca, que tiene la cabeza y unos de los brazos de Andre, a punto de ser comida por una araña. Antes de que eso suceda, el inspector rompe la telaraña y aplasta al arácnido y al insecto con una piedra. Convencido de la veracidad de la historia, y dudando que otras personas lo fueran a creer, el inspector decide mentir sobre los hechos del caso, dejando así en libertad a Helene bajo el argumento de que Andre se suicidó y que su mujer, conmocionada, solo perdió temporalmente el juicio por ello. Desde entonces Francois cuida de Helene y de su hijo, que quiere ser como su padre.

## Reparto
- David Hedison - Andre Delambre
- Patricia Owens - Helene Delambre
- Vincent Price - François Delambre
- Herbert Marshall - Inspector Charas
- Kathleen Freeman - Emma
- Betty Lou Gerson - Enfermera
- Charles Herbert - Philippe Delambre

## Recepción
La película funcionó bien en taquilla y obtuvo una buena respuesta por parte de la crítica cinematográfica. En el sitio web Rotten Tomatoes posee un 94% de comentarios "frescos", basado en un total de 34 críticas. Howard Thompson del periódico The New York Times se refirió a ella como "una película tranquila, ordenada e incluso sin pretensiones, que aumenta la tensión casi insoportable a través de la simple sugerencia". La revista Variety, por su parte, destacó el suspense y "credibilidad inusual" de la cinta.
Considerada uno de los clásicos del cine de ciencia ficción de los años 1950, el periódico The New York Times la incluyó entre las 1.000 mejores películas de la historia.

## Otras apariciones
Esta película además fue la inspiración para una historia del capítulo Treehouse of Horror VIII de la serie Los Simpson.